# Amerika (skladba)
Amerika je singl od německé industrial metalové skupiny Rammstein. Byl vydán 6. září 2004 jako druhý singl z alba Reise, Reise.
Skladba kritizuje přílišný vliv USA a americké kultury. Videoklip ukazuje skupinu ve skafandrech na Měsíci, záběry se střídají s lidmi z různých částí světa, jak používají americké produkty (cigarety, hamburgery...). Ke konci je vidět, že skupina se nachází ve studiu, zřejmě narážka na konspirační teorie o přistání Apolla.
Píseň má své místo na kompilaci Made in Germany 1995-2011.

## Tracklist
1. Amerika
2. Amerika (anglická verze)
3. Amerika (Digital Hardcore Remix)
4. Amerika (Western-remix)
5. Amerika (Andy Panthen & Mat Díaz Clubmix)
6. Amerika ( Electro Ghetto Remix)
7. Amerika (Jam & Spoon So Kann's Gehen Mix)
8. Mein Herz brennt - Orchestrová verze